# Psyllidae
Famille
Les Psyllidae (dont les Psylles) sont une famille de petits insectes hémiptères de la super-famille des Psylloidea. Elle compte environ 1 500 espèces.

## Description
Ils mesurent de 1,5 à 6 mm et ont une forme massive, ramassée ressemblant à de minuscules cigales aux antennes plus longues, à tête large avec antennes fines de 10 articles.
Ils ont 2 lobes céphaliques saillants frontaux (cônes frontaux très développés chez le Psylle du frêne).
Ils disposent de 3 ocelles et 2 gros yeux latéraux très saillants chez certaines espèces.
Leur rostre robuste, souple s'étend entre les pattes intermédiaires.
Le thorax très développé est massif et ramassé.
Ils ont des ailes membraneuses inégales : ailes antérieures à nervation simplifiée mais marquée ; ailes postérieures plus petites et nervation réduite.
Ils sont très actifs, se déplaçant par sauts (fémurs postérieurs renflés) et vols brefs.

## Reproduction
Les larves, ovales, plates, avec des filaments de cire à l'extrémité postérieure, se développent en 5 stades, au fur et à mesure desquels le nombre des articles des antennes (2 au départ) s'accroît et les ébauches alaires deviennent de plus en plus visibles.
Ces psylles produisent un abondant miellat.
Beaucoup sont de dangereux ravageurs, tel que le Psylle commun du poirier (Cacopsylla pyri).

## Liste des genres
Selon Fauna Europaea (25 mars 2015) :
- Genre	Acaerus
- Genre	Acizzia
- Genre	Agonoscena
- Genre	Aphalara
- Genre	Aphorma
- Genre	Arytaina
- Genre	Arytainilla
- Genre	Arytinnis
- Genre	Baeopelma
- Genre	Cacopsylla
- Genre	Caillardia
- Genre	Camarotoscena
- Genre	Chamaepsylla
- Genre	Colposcenia
- Genre	Craspedolepta
- Genre	Crastina
- Genre	Ctenarytaina
- Genre	Cyamophila
- Genre	Diaphorina
- Genre	Eremopsylloides
- Genre	Eumetoecus
- Genre	Euphyllura
- Genre	Eurotica
- Genre	Glycaspis
- Genre	Lisronia

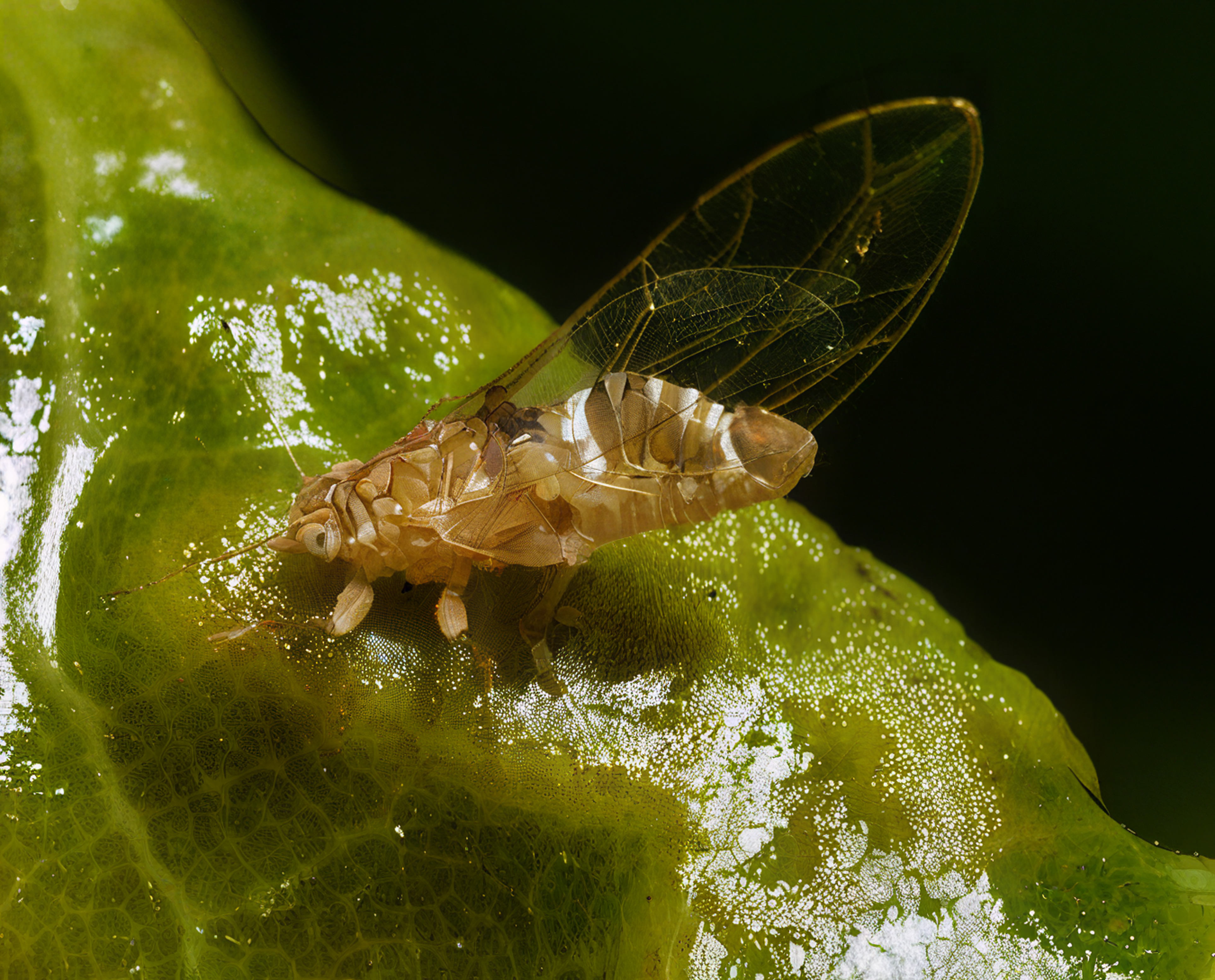
Glycaspis brimblecombei

- Genre	Livia - famille des Liviidae selon certaines classifications
- Genre	Livilla
- Genre	Megadicrania
- Genre	Megagonoscena
- Genre	Pachypsylloides
- Genre	Platycorypha
- Genre	Pseudaphorma
- Genre	Psylla
- Genre	Psyllopsis
- Genre	Rhinocola
- Genre	Rhodochlanis
- Genre	Rhombaphalara
- Genre	Spanioneura
- Genre	Strophingia
- Genre	Xenaphalara